# Villeurbanne
Villeurbanne er en fransk industriby, beliggende ved den østlige bygrænse for Lyon. Den hører til Rhône departement og til regionen Auvergne-Rhône-Alpes. Indbyggerne hedder på fransk: villeurbannais.
Byens navn kommer af latin Villa urbana som var et romersk gods, der er dateret til omkring år 40 f.Kr. og som lå nogenlunde, hvor posthuset på Place Grandclément ligger i dag. Omegnen hørte senere til burgunderriget, dernæst til frankerriget og slutteligt til kongeriget Arelat. Som del af området Dauphiné blev Villeurbanne en del af Frankrig i 1349.

## Demografi
| 1962                                                      | 1968    | 1975    | 1982    | 1990    | 1999    | 2004    |
| --------------------------------------------------------- | ------- | ------- | ------- | ------- | ------- | ------- |
| 105 416                                                   | 119 879 | 116 535 | 115 960 | 116 872 | 124 215 | 134 400 |
| Tal efter 1962 uden dobbelttælling (sans doubles comptes) |         |         |         |         |         |         |
| 2004 : Estimat fra INSEE                                  |         |         |         |         |         |         |

## Venskabsbyer
- Moguilev, Hviderusland
- Bat Yam, Israel
- Apovian, Armenien
- Abanilla, Spanien